# Robert Harley Wordsworth
Robert Harley Wordsworth, britanski general, * 21. julij 1894, Collarenebri, Novi Južni Wales, Avstralija, † 22. november 1984.